# Restauração de Wembley

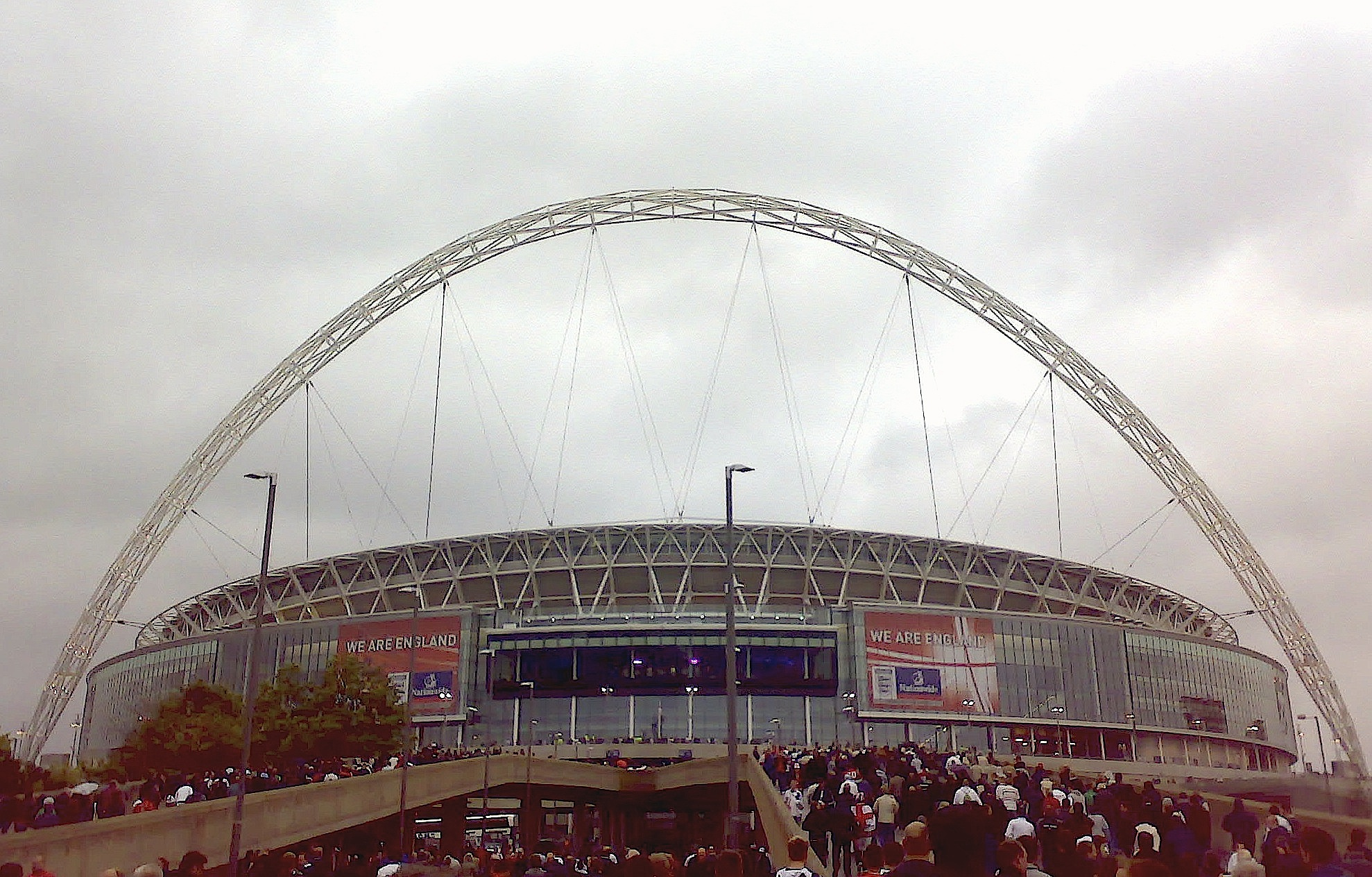
O Novo Estádio de Wembley em 2007.

A restauração de Wembley ou reforma da área de Wembley é considerado um dos mais futurísticos e ousados investimentos em reforma urbana do século. O projeto, encabeçado pelo prefeito de Londres Ken Livingstone, promoveu a construção de um novo Estádio de Wembley e a reforma da Arena Wembley, locais onde ocorreram a Exposição do Império Britânico de 1924. 